# وارطان خاچاطریان (بازیکن فوتبال)
وارطان بارقامی خاچاتریان (ارمنی: Վարդան Բարեղամի Խաչատրյան؛ زادهٔ ۲۹ اکتبر ۱۹۶۸ در ایروان) یک بازیکن فوتبال در پست مدافع اهل ارمنستان است.

## باشگاهی
از باشگاه‌هایی که در آن بازی کرده‌است می‌توان به آرارات ایروان، تورپدو مسکو، متالورگ زاپروژیا، پیونیک، کپه‌داغ عشق‌آباد، ایروان، زوارتنوتس ایروان و روبین کازان اشاره کرد.

## تیم ملی
وی همچنین در تیم ملی فوتبال ارمنستان بازی کرده است. خاچاتریان نخستین بازی ملی خود را که یک بازی دوستانه بود در تاریخ ۱۴ اکتبر ۱۹۹۲ در ایروان در مقابل مولداوی انجام داده است.

## افتخارات
- پیونیک
  - قهرمانی لیگ برتر فوتبال ارمنستان - ۹۶–۱۹۹۵, ۹۷–۱۹۹۶
  - مقام سوم - ۱۹۹۸
  - جام استقلال ارمنستان - ۱۹۹۵-۹۶
- فینالیست جام استقلال ارمنستان:  ۱۹۹۶/۹۷, ۱۹۹۸
- فینالیست سوپر جام فوتبال ارمنستان:  ۱۹۹۶
- تورپدو مسکو
  - جام حذفی فوتبال روسیه: (۱۹۹۲/۱۹۹۳)